# Jiří Tichý
Jiří Tichý (ur. 6 grudnia 1933 w Jeneču, zm. 26 sierpnia 2016 w Podivínie) – czeski piłkarz, obrońca. Srebrny medalista MŚ 62 oraz brązowy ME 60.
W reprezentacji Czechosłowacji zagrał 19 razy. Debiutował 27 października 1957 w meczu z NRD, ostatni raz zagrał w 1964. Podczas MŚ 62 zagrał jedynie w przegranym 1:3 finale z Brazylią. Był wówczas piłkarzem ČH Bratislava. Wcześniej znajdował się w kadrze na ME 60.